# Cantón de Chemillé
El cantón de Chemillé era una división administrativa francesa, que estaba situada en el departamento de Maine y Loira y la región de Países del Loira.

## Composición
El cantón estaba formado por nueve comunas:
- Chemillé-Melay
- Cossé-d'Anjou
- La Chapelle-Rousselin
- La Jumellière
- La Tourlandry
- Neuvy-en-Mauges
- Sainte-Christine
- Saint-Georges-des-Gardes
- Saint-Lézin

## Supresión del cantón de Chemillé
En aplicación del Decreto n.º 2014-259 de 26 de febrero de 2014, el cantón de Chemillé fue suprimido el 22 de marzo de 2015 y sus 9 comunas pasaron a formar parte del nuevo cantón de Chemille-Melay.